# Homburg (indumentària)

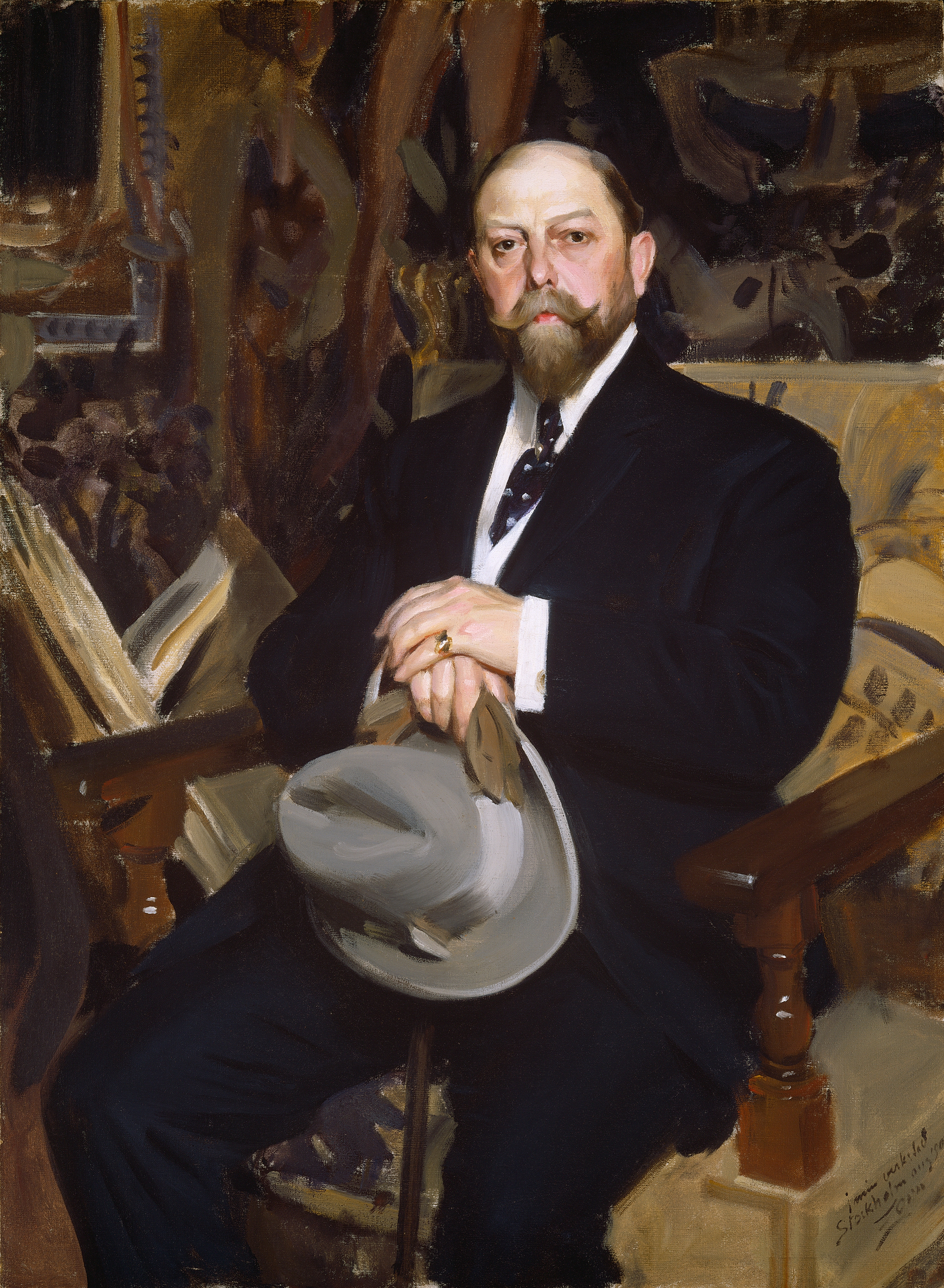
Hugo Reisinger amb homburg (1907). Quadre d'Anders Zorn

Un homburg, o barret homburg, és un barret de feltre amb ala perimetral rígida i girada amunt, i la copa del qual, lleugerament inclinada, duu una arruga profunda tot al llarg de la part superior i, sovint, un pinçament a cada cosat. La rigidesa de l'ala distingeix l'homburg del similar borsalino. Tipològicament l'homburg ve a ésser una mena de lligadura transicional entre el barret fort i el borsalino, 
L'homburg pren el nom de la ciutat balneària de Bad Homburg (Hessen, Alemanya), on aquest tipus de barret fou confeccionat en sèrie per Phillip Moeckel des de 1856. Inicialment només s'usava als països de llengua alemanya. Es popularitzà internacionalment a partir de 1882, dut per l'àrbitre coetani de la moda, el príncep de Gal·les Eduard (futur rei Eduard VII) tornant d'una visita a Bad Homburg. A partir de la dècada de 1920 fou arraconat en l'ús quotidià pel borsalino, d'aspecte similar però més gràcil, que tenia a favor l'aire relativament informal i una ala tova que permet donar-hi formes diferents a plaer.
En llengües romàniques (en francès, per exemple) es dona bastant la confusió d'anomenar "homburg" el barret fort.